# Svetlice
Svetlice, russinisch Светлицi/Swetlyzi (1927–1948 slowakisch „Világy“ – bis 1927 „Világ“; ungarisch Világ)  ist eine Gemeinde im Nordosten der Slowakei mit 80 Einwohnern (Stand 31. Dezember 2024), die zum Okres Medzilaborce, einem Kreis des Prešovský kraj gehört und in der traditionellen Landschaft Zemplín liegt.

## Geographie
Die Gemeinde befindet sich in den Niederen Beskiden im Bergland Laborecká vrchovina, im Tal des Baches Svetlica im Einzugsgebiet des Laborec über den Nebenfluss Výrava, knapp außerhalb der Grenzen des Landschaftsschutzgebiets Východné Karpaty, nahe der Staatsgrenze zu Polen. Das Ortszentrum liegt auf einer Höhe von 443 m n.m. und ist 16 Kilometer von Medzilaborce entfernt (Straßenentfernung).
Nachbargemeinden sind Oľšinkov im Norden, Komańcza (Ortschaft Łupków, PL) im Nordosten, Vyšná Jablonka im Osten, Nižná Jablonka im Südosten, Rokytov pri Humennom im Süden, Zbojné im Südwesten und Výrava im Westen und Nordwesten.

## Geschichte

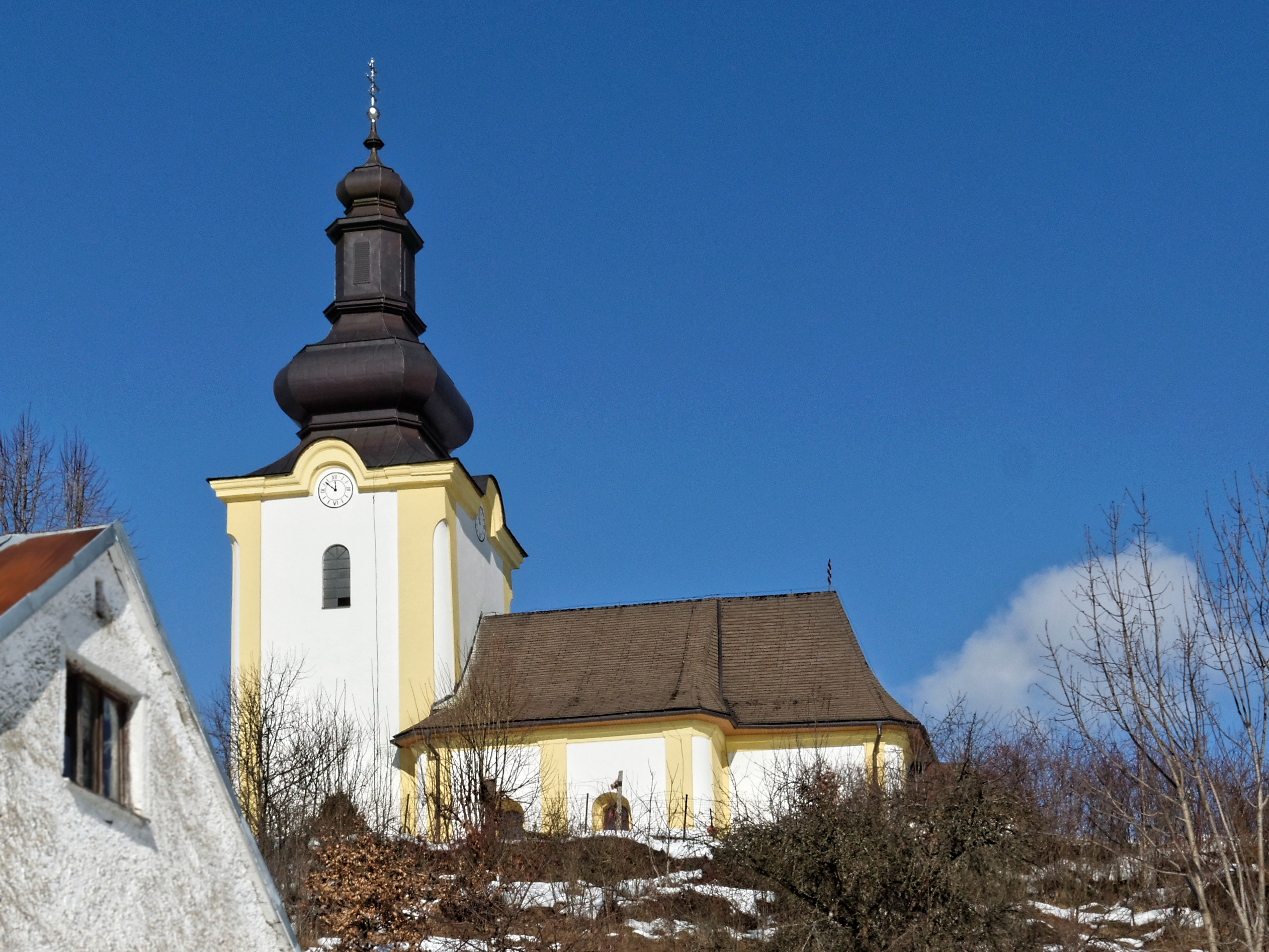
Griechisch-katholische Kirche im Ort

Svetlice wurde zum ersten Mal 1557 als Vylagh schriftlich erwähnt. Im Jahr der Ersterwähnung wurden 15,5 Porta verzeichnet. Das Dorf war Teil der Herrschaft von Humenné, später Besitz der Familie Sztáray und ab dem 18. Jahrhundert der Familie Csáky.
1715 gab es eine Mühle und 10 bewohnte Haushalte. 1787 hatte die Ortschaft 142 Häuser und 984 Einwohner, 1828 zählte man 129 Häuser und 950 Einwohner. Von 1890 bis 1910 wanderten viele Einwohner aus. Die großen Waldflächen und Gebirgswiesen gehörten den Csákys.
Bis 1918 gehörte der im Komitat Semplin liegende Ort zum Königreich Ungarn und kam danach zur Tschechoslowakei beziehungsweise heute Slowakei. Während der Frontverschiebung im Zweiten Weltkrieg wurde der Ort im Jahr 1944 zur Hälfte zerstört. Nach dem Zweiten Weltkrieg pendelte ein Teil der Einwohner zur Arbeit in Industriebetriebe in Medzilaborce, Humenné, Košice sowie Ostrava und Prag im tschechischen Landesteil der Tschechoslowakei.

## Bevölkerung
| Jahr                | 1994 | 2004     | 2014     | 2024     |
| ------------------- | ---- | -------- | -------- | -------- |
| Anzahl der Personen | 225  | 152      | 109      | 80       |
| Unterschied         |      | −32,44 % | −28,28 % | −26,60 % |

| Jahr                | 2023 | 2024    |
| ------------------- | ---- | ------- |
| Anzahl der Personen | 79   | 80      |
| Unterschied         |      | +1,26 % |

Nach der Volkszählung 2011 wohnten in Svetlice 118 Einwohner, davon 70 Slowaken, 37 Russinen und ein Deutscher. 10 Einwohner machten keine Angabe zur Ethnie.
88 Einwohner bekannten sich zur griechisch-katholischen Kirche, neun Einwohner zur römisch-katholischen Kirche sowie jeweils fünf Einwohner zu den Zeugen Jehovas und zur orthodoxen Kirche. Bei 11 Einwohnern wurde die Konfession nicht ermittelt.

## Bauwerke und Denkmäler
- griechisch-katholische Demetrioskirche im Barockstil aus den 1760er Jahren[6]
- orthodoxe Kirche, gegen 1920 erbaut[7]

## Verkehr
Durch Svetlice führt die Cesta II. triedy 567 („Straße 2. Ordnung“) von Krásny Brod bei Medzilaborce nach Snina.